# دار سك العملة
دار سك العملة هي منشأة صناعية تُصنع فيها قطع نقدية والتي تُستخدم عملاتٍ معدنيةٍ. ولها تكلفة إنتاج خاصة تُسمى رسوم سك العملة.

## التاريخ
بدأ الفهرس سك العملة في القرن السابع قبل الميلاد، حين سكت أول عملة في ليديا وكانت مصنوعة من الذهب والفضة والإلكتروم. هذا الاختراع الذي جاء بأمر من الدولة انتقل إلى اليونان هناك انتشر إلى مناطق أخرى من منطقة البحر الأبيض المتوسط. أثناء ذلك، ووبعيدا عن تلك المناطق، وظهرت العملات المعدنية وسكها في الصين ثم انتشرت في كوريا واليابان.القرن الرابع قبل الميلاد، أثر مصنع سك العملات في الإمبراطورية الرومانية كثيرا ناين دي آي تطور سك العملات في أوروبا.

## معرض صور

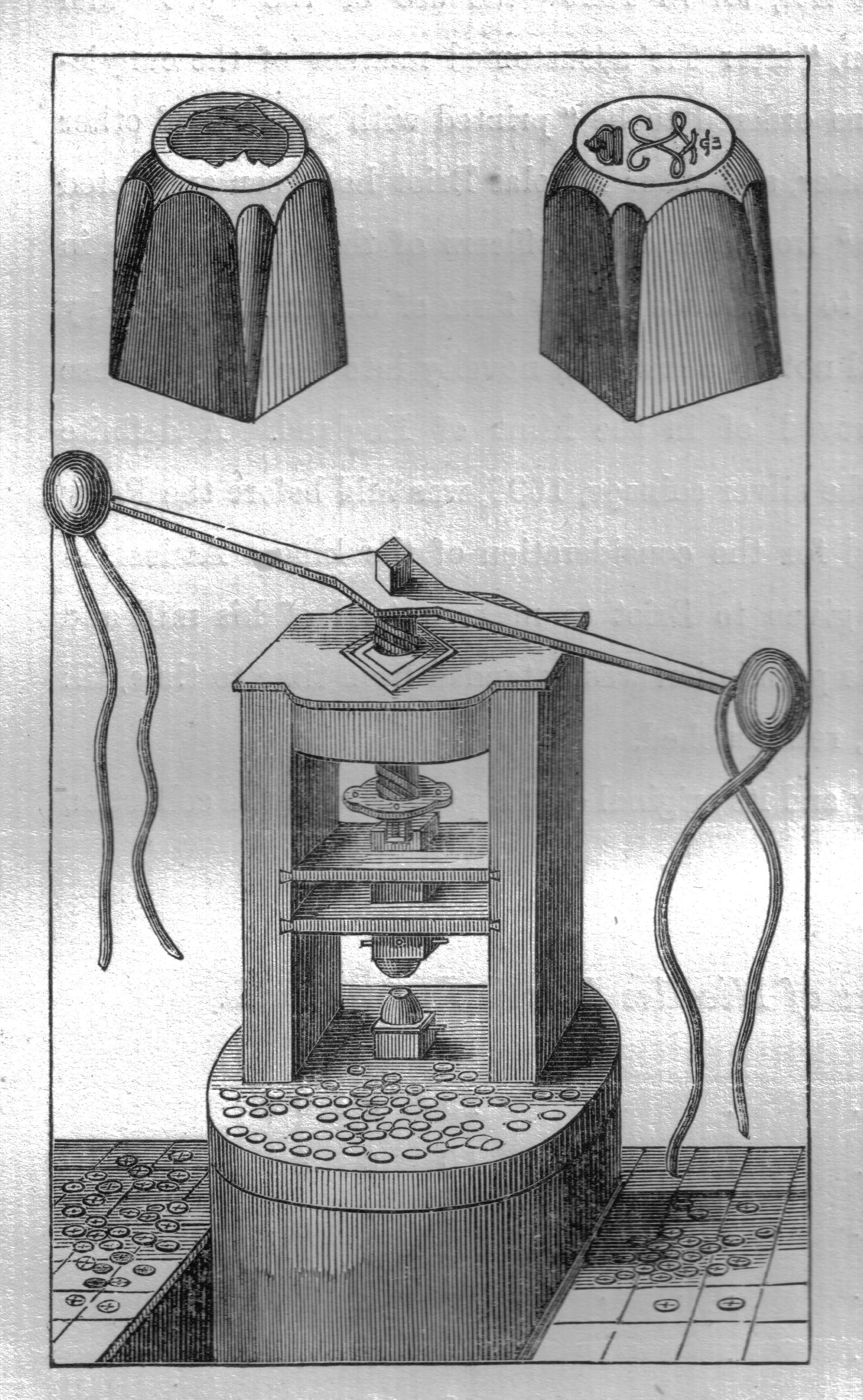
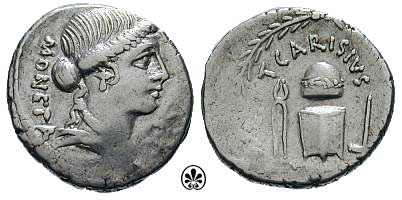
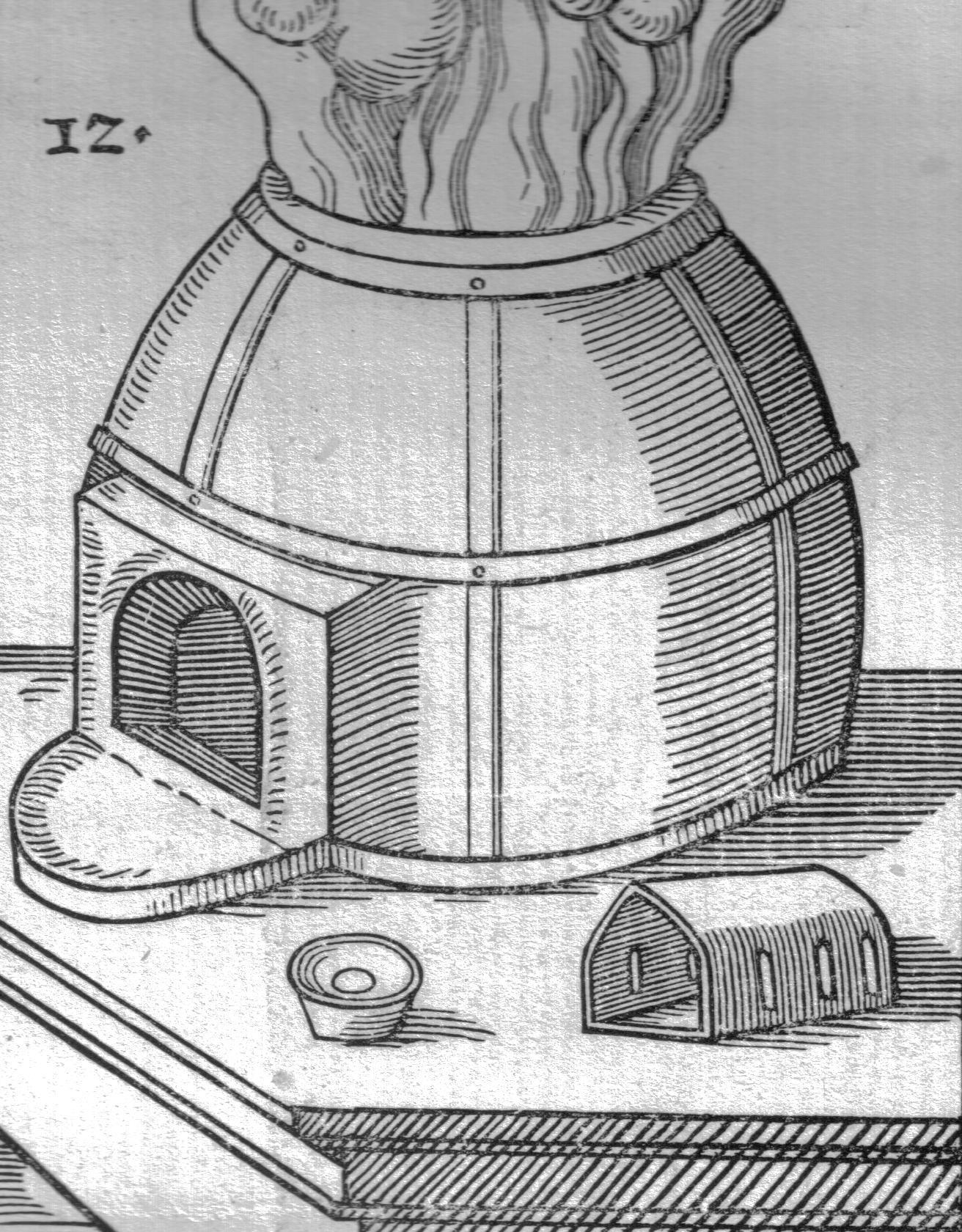
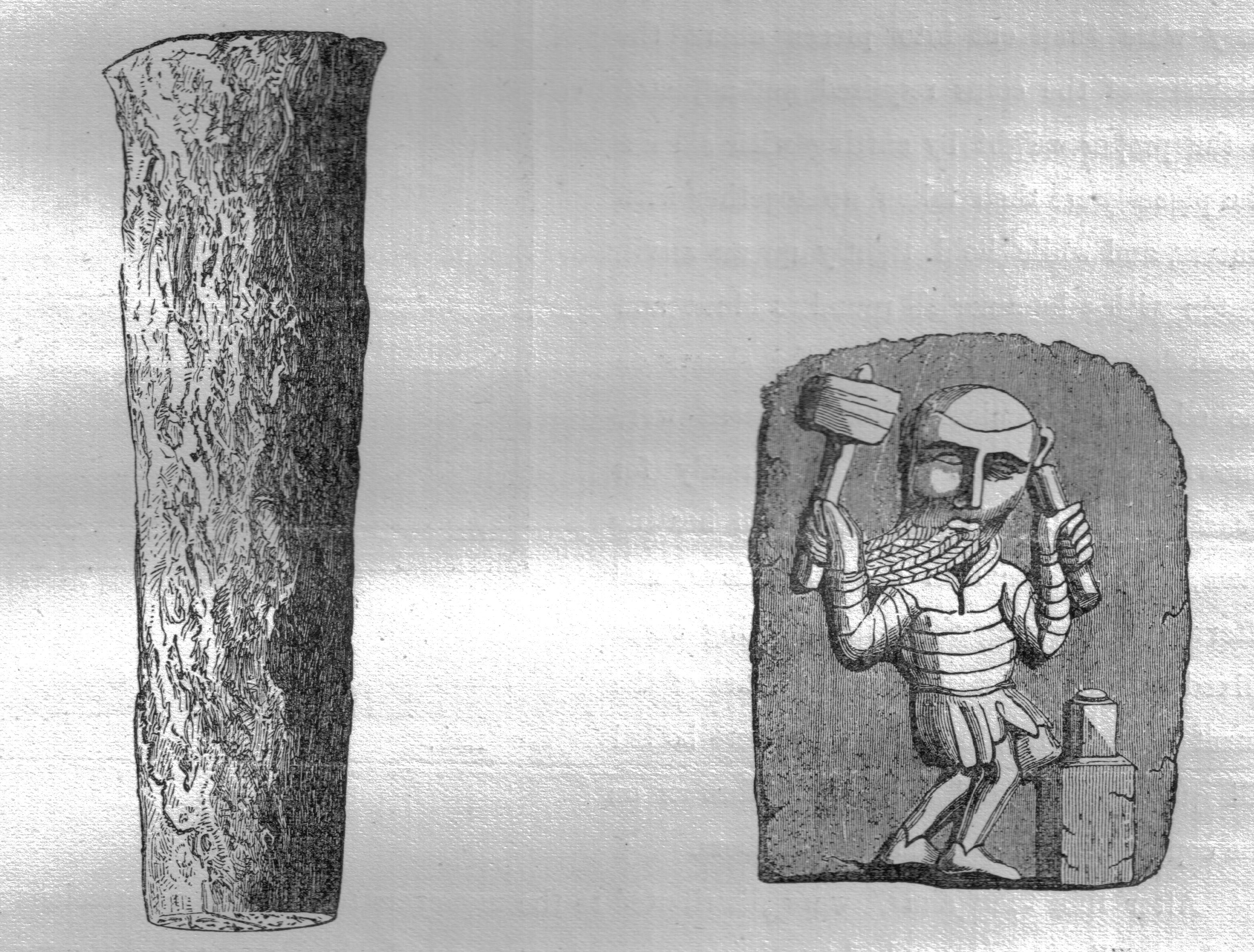
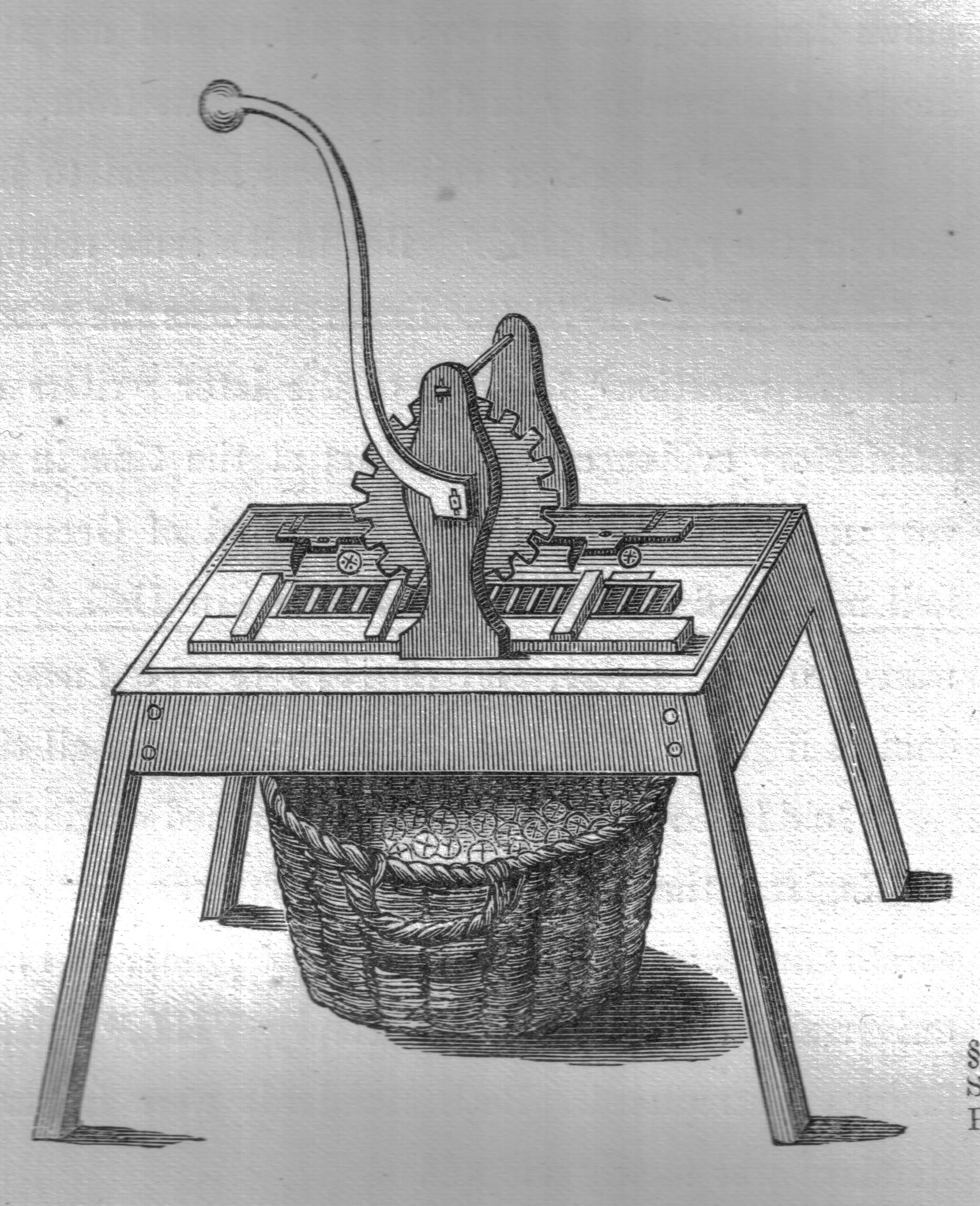